# 7316 Хайду
7316 Хайду (7316 Hajdu) — астероїд головного поясу, відкритий 30 вересня 1973 року.
Тіссеранів параметр щодо Юпітера — 3,312.